# ÖLEG A
Die Dampflokomotiven der Reihe ÖLEG A waren Tenderlokomotiven der Österreichischen Lokaleisenbahngesellschaft (ÖLEG). Die Zweizylinder-Nassdampf-Lokomotiven mit der Achsformel B waren die kleinsten normalspurigen Lokomotiven, die im Besitz der k.k. Staatsbahnen (kkStB) standen.

## Geschichte
Ursprünglich wurden die sechs Loks von Krauss in München für die Elbogener Localbahn, für die Lokalbahn Olmütz–Cellechowitz und für andere Strecken der Österreichischen Lokaleisenbahngesellschaft (ÖLEG) gebaut. Bei der ÖLEG trugen sie die Nummern A 1–6.
Die für die Elbogener Localbahn beschafften zwei Maschinen dürften ziemlich bald auf eine der Strecken Caslau–Zawratetz oder Königshan–Schatzlar versetzt worden sein. Mit 1. Juli 1889 übernahm die Österreichische Nordwestbahn/Süd-Norddeutsche Verbindungsbahn (ÖNWB/SNDVB) den Betrieb auf diesen beiden Strecken. Zu diesem Zeitpunkt scheinen die zwei dort stationierten kleinen Tenderloks bereits abgestellt gewesen zu sein, da sie keine eigene ÖNWB-Nummer mehr erhielten.
Am 1. Jänner 1894 kamen die beiden Strecken durch Verstaatlichung in den Besitz der kkStB, den Betrieb auf diesen Inselstrecken führte aber weiterhin die ÖNWB/SNDVB. Zu diesem Zeitpunkt waren offenbar die zwei Maschinen der ehemaligen ÖLEG A noch vorhanden. Sie erhielten bei den kkStB die Inventarnummern 8361 und 8362, die aber nie an den Fahrzeugen angeschrieben wurden. Im Jahr 1894 dürften sie endgültig ausgemustert worden sein.
Die restlichen vier Maschinen wurden bereits von der ÖLEG ausgemustert, bevor die Strecken, auf denen sie eingesetzt waren, verstaatlicht wurden.